# Piotr Massalski (starosta)
Piotr Bohuszewic Massalski (zm. między 1566 i 1584) – kniaź, starosta borysowski.
Był zapewne najstarszym synem Bohusza Massalskiego i jego żony Owdotii. W 1532 roku razem z ojcem, matką i braćmi Piotrem Weryhą, Ilią, Michałem, Konradem i Tymofiejem sprzedał Maciejewszczyznę bojarowi Micucie Juriewicowi. Później pojawiał się w źródłach przy okazji różnych procesów (m.in. swojej siostry Hanny o Żyżmory w 1547 roku).
Był żonaty. Pozostawił syna Janusza i kilka córek.